# Lake Tomahawk (Wisconsin)
Lake Tomahawk – jednostka osadnicza w Stanach Zjednoczonych, w stanie Wisconsin, w hrabstwie Oneida.